# Henny Lindorff Buckhøj
Henny Lindorff Buckhøj f. Larsen (29. april 1902 i Esbjerg – 18. december 1979) var en dansk skuespillerinde.
Henny Lindorff Buckhøj var datter af skuespiller Axel Larsen. Hun blev udlært hos kgl. skuespillerinde Soffy Walleen og debuterede i 1920 på Horsens Teater med forestillingen Skal – skal ikke. Sidenhen kom hun til Aalborg Teater, og var fra 1927-1929 tilknyttet Odense Teater. Derefter spillede hun et par år på Betty Nansen Teatret, men var fra 1931 tilknyttet Aarhus Teater. Hun og ægtefællen Per Buckhøj blev imidlertid fyret i 1941, hvilket vakte opsigt i pressen. I 1942 vendte hun tilbage til Odense Teater for året efter at blive tilknyttet Frederiksberg Teater og Allé-Scenen. Hun arbejdede freelance fra 1948, og havde bl.a. roller i Radioteatret.
Henny Lindorff Buckhøj er mor til skuespilleren Jørgen Buckhøj og søster til skuespillerinden Bodil Lindorff.
Hun er begravet på Mariebjerg Kirkegård.

## Filmografi
- Det bødes der for (1944)
- Elly Petersen (1944)
- Billet mrk. (1946)
- Ditte Menneskebarn (1946)
- Røverne fra Rold (1947)
- Unge piger forsvinder i København (1951)
- Rekrut 67 Petersen (1952)
- Den gamle mølle på Mols (1953)
- Himlen er blå (1954)
- Den kloge mand – 1956 (1956)
- Seksdagesløbet (1958)
- Guld og grønne skove (1958)
- Baronessen fra benzintanken (1960)
- Den kære familie (1962)
- Landmandsliv (1965)
- Den røde rubin (1969)
- Ta' lidt solskin (1969)
- Hurra for de blå husarer (1970)